# Francesco Giani
Francesco Parisio Giani (Novate Mezzola, 30 aprile 1641 – Vienna, 19 aprile 1702) è stato un vescovo cattolico italiano.

## Biografia
Membro della facoltosa famiglia Giani di Novate, originaria della Val Codera, fu vescovo e superiore di Sirmio nell'allora Regno d'Ungheria.
Figlio di Paolo Giani e Caterina Vanossi, si laureò in utroque iure all'università di Parma il 2 giugno 1667 e fu ordinato prete il 2 febbraio 1673 a Vienna (o forse a Bratislava), dov'era giunto come maestro di Camera di Mario Alberizzi, arcivescovo di Neocesarea del Ponto e nunzio presso l'imperatore Leopoldo I d'Asburgo, succeduto al precedente nunzio, pugliese come lui, Antonio Pignatelli.
L'11 giugno 1678 Francesco Giani fu nominato dallo stesso imperatore prevosto di San Michele arcangelo a Csorna e vescovo di Sirmio, ma la conferma pontificia di quest'ultima carica arrivò il 1 luglio 1697 da papa Innocenzo XII. Va precisato che il vescovo Franz Jany non raggiunse mai la sua residenza episcopale, in quanto diocesi in partibus infidelium dominata dai turchi e risiedette principalmente a Vienna.
Francesco Giani fu un generoso e attivo benefattore di chiese in tutta la Valchiavenna. Fece ristrutturare e decorare a proprie spese, in un esempio di architettura barocca, la chiesa parrocchiale della Santissima Trinità a Novate Mezzola (con affreschi ad opera di Giulio Quaglio) e Santa Maria di Borgonuovo a Chiavenna, finanziò la costruzione del quadriportico davanti alla collegiata di San Lorenzo a Chiavenna da maestranze di Cevio e della scalinata con balaustre in pietra ollare che sale verso la facciata del Santuario lauretano di Dragonera.
Il vescovo Giani morì di tisi nell'aprile del 1702 in casa della vedova Cosmoverin, nel distretto viennese di Landstraße e venne sepolto nella vicina chiesa Agostiniana.
Leopoldo I creò il nipote di Francesco, Giacomo Ferdinando Giani, Barone di Valpo (Valpó in magiaro) nel 1704, con estensione del titolo nobiliare ungherese a madre, fratelli, sorelle e loro discendenti in linea sia maschile che femminile.
Il palazzo in cui nacque Francesco Giani è ancora presente a Novate Mezzola, nella piazza a lui dedicata.

## Genealogia episcopale
La genealogia episcopale è:
- Cardinale Guillaume d'Estouteville, O.S.B.Clun.
- Papa Sisto IV
- Papa Giulio II
- Cardinale Raffaele Riario
- Papa Leone X
- Papa Paolo III
- Cardinale Francesco Pisani
- Cardinale Alfonso Gesualdo di Conza
- Papa Clemente VIII
- Cardinale Pietro Aldobrandini
- Cardinale Laudivio Zacchia
- Cardinale Antonio Marcello Barberini, O.F.M.Cap.
- Cardinale Marcantonio Franciotti
- Papa Innocenzo XII
- Cardinale Leopold Karl von Kollonitsch
- Vescovo Francesco Giani